# アミダばばあ
アミダばばあは、フジテレビ系バラエティ番組「オレたちひょうきん族」のタケちゃんマンのコーナーで明石家さんまが演じた敵キャラクター。史上唯一、タケちゃんマンに勝利した怪人である。

## 概要
タケちゃんマンと三番目に戦った怪人。明石家さんまがキャラクターを考案した。老人のキャラクターであったため「年寄りをいじめるのはまずいんじゃないか」と採用が躊躇われたが、「スマートにやれば大丈夫だろう」という結論に達し採用された。
初出は第62話で、当時ビートたけしがCM出演していたバンダイの液晶ゲーム「悪霊の館」にちなんだ「丑三つの村の悪霊の館の巻」。怪奇現象が起こる夜中の旅館で、暗がりに籠って斧を研いでいる不気味な老婆で、見つかると斧を手に振り返りざまに「見ぃ～た～なぁ～～」と言い、さらに「E.T.」をパロディー化した第60話「いーてふ」回でのアミダくじ対決の歌「あみだくじ～ あみだくじ～ ひいてたのしいあみだくじ～ どれにしようかあみだくじ～」を生気のない声で歌い出す不条理キャラとして登場。
ブラックデビルの死後、息子ブラックデビルJr.がタケちゃんマンと対決していたが、前出のアミダばばあがホタテマンとともに人気を獲得し、第67話からタケちゃんマンと対決するレギュラー怪人となる。

## 設定・展開
- 本名：網田久慈（あみだのおくじ）。年齢80歳。出身地は不明。若い頃はいじめられていた。身分違いの恋愛・それに伴う失恋の経験があり、老年の現在に至るまで処女である。怪人化した理由は不明。
- 登場当初は都市伝説的存在で[注釈 3]怪人態もあみだくじ模様の描かれたエプロンを着用する程度で人間と大差ないもの[注釈 4]だったが、中盤第83話[注釈 5]から衣装が変更。金庫があしらわれたトップスにサルエルパンツ、髪は当時流行したカーリーヘア（curly hair）に太めのヘアバンドでまとめるという前衛的なファッション性のあるものになった。なお、この衣装はコシノジュンコのデザインである[1]。
- 変身能力を持ちお待ち娘などに化けるが、タケちゃんマンの誘導尋問でばれ、「見ぃ〜た〜なぁ〜!」と言い正体を現し対決に突入する。エプロンに描かれたあみだくじや、あみだくじセット、パソコンゲームのあみだくじなどをタケちゃんマンにやらせ、出た文字にちなんだ攻撃をしかけるのが得意技。攻撃前には「死んでも知らんど〜!!」と威嚇するが、富士山と言って手の甲の皮を引っ張ったり、梅干しと言ってこめかみに両拳をつき当てたりするなど非常にせこく、タケちゃんマンからツッコミを入れられ対抗策としてタケちゃんマンのエセ関西弁やうろ覚えの京橋・グランシャトーのCMソング攻撃に苦しむのが毎回のパターンである。1984年のタケちゃんマンが弱体化した時期にはしばしば勝利目前まで追いつめたが、タケちゃんマンロボには歯が立たなかった[注釈 6]。
- 最後は第107話[注釈 7]にて奇病「四角病」にかかったアミダばばあファンの少年に手術を受けさせるため、タケちゃんマンに決闘を申し込み猛烈な特訓の果てにタケちゃんマンに挑み、ついにタケちゃんマンロボを倒した[注釈 8]が、意に反してタケちゃんマンを倒してしまったことで生きがいを失い、少年に訣別の手紙を送った後テーマソングのサビ部分を歌いながら海岸から入水自殺し最期を遂げた。
- 1984年1月1日放送の第21回新春かくし芸大会での西軍ドラマ「おせん」（NHK連続テレビ小説「おしん」のパロディー）で、おせん（松田聖子）の祖母（明石家さんま）が亡くなり、最後の見送りのために顔伏せの布を取ると「見ぃ～た～なぁ～」とアミダばばあの姿で起き上がり、一家にアミダくじの選択を迫る。アミダくじの結果は「幸せ」で、「私は幸せに胸いっぱいで、死～ぬ～ど～」と再び大往生を遂げた。
- 1989年10月14日放送の最終回「タケちゃんマン忠臣蔵」で復活し、タケちゃんマンロボと対決し、アミダばばあが勝利した。ちなみに たけしは「明石家！子どものベッドを送ってやるよ」と命乞い？らしき発言もしていた。
- 2003年、嘉門達夫のアルバム『達人伝説〜20周年記念アルバム〜』の「妖怪ワールド」に妖怪アミダばばあとして登場した。
- 2008年、「FNS27時間テレビ!! みんな笑顔のひょうきん夢列島!!」のネプリーグのコーナーに再登場した。その直前にさんまがアミダばばあの扮装のまま、収録中のHEY!HEY!HEY!のスタジオに乱入して、ダウンタウンがアミダばばあと対峙するというシーンが生放送された。

## テーマソング
- アミダばばあの唄 / アミダばばあ & タケちゃんマン（1983年10月21日）
- EP版のみ。B面は「アミアミダダバ アミダばば」。表題曲は桑田佳祐が作詞作曲を担当し、B面曲は関口和之が作詞、新田一郎が作曲を担当した。
- 初回発売盤ではジャケットの字体がオレンジ色っぽい黄色だったが、2nd 発売盤以降は赤になっている。
- 1987年に発売された明石家さんまのアルバム『世渡り上手』でさんま単独で再録音している。